# Île de Batz

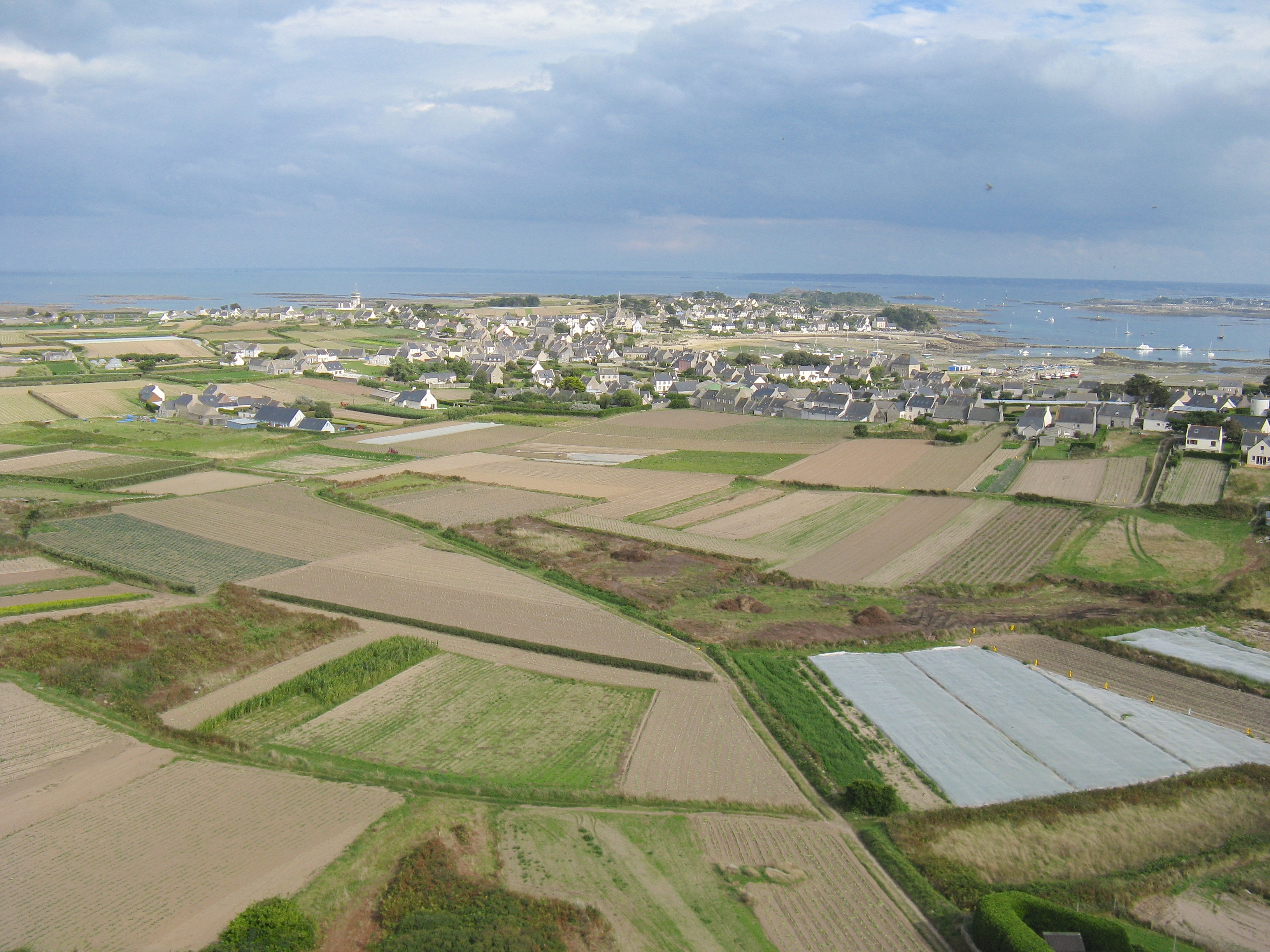
Ile de Batz

L'île de Batz, en bretó:Enez-Vaz, és una illa de França situada al nord del departament francès de Finistère, a la Bretanya davant de Roscoff. Constitueix una comuna francesa (commune) anomenada « Île-de-Batz ».

## Etimologia
No hi ha cap etimologia versemblant per aquest nom. L'explicació sobre el bretó bazh (bastó) és fantasiosa.

## Geografia
L'île de Batz forma part de les Îles du Ponant.
Fa 3, 5 km de llarg i 1,5 km d'ample. El clima és oceànic, amb només dos dies de gelada de mitjana cada any, i permet uns cultius hortícoles diversificats i de qualitat.

## Història
Segons la llegenda, Pol Aurélien, un monjo evangelitzador del País de Gal·les hi desembarcà l'any 525 i vencé el dragó que terroritzava els habitants de l'illa. Va fer construir un monestir l'any 530.
Al segle ix els vikings van fer d'aquesta illa una base avançada per les seves expedicions al continent. Dels segles XIV al segle xviii els anglesos atacaren diverses vegades aquesta illa.

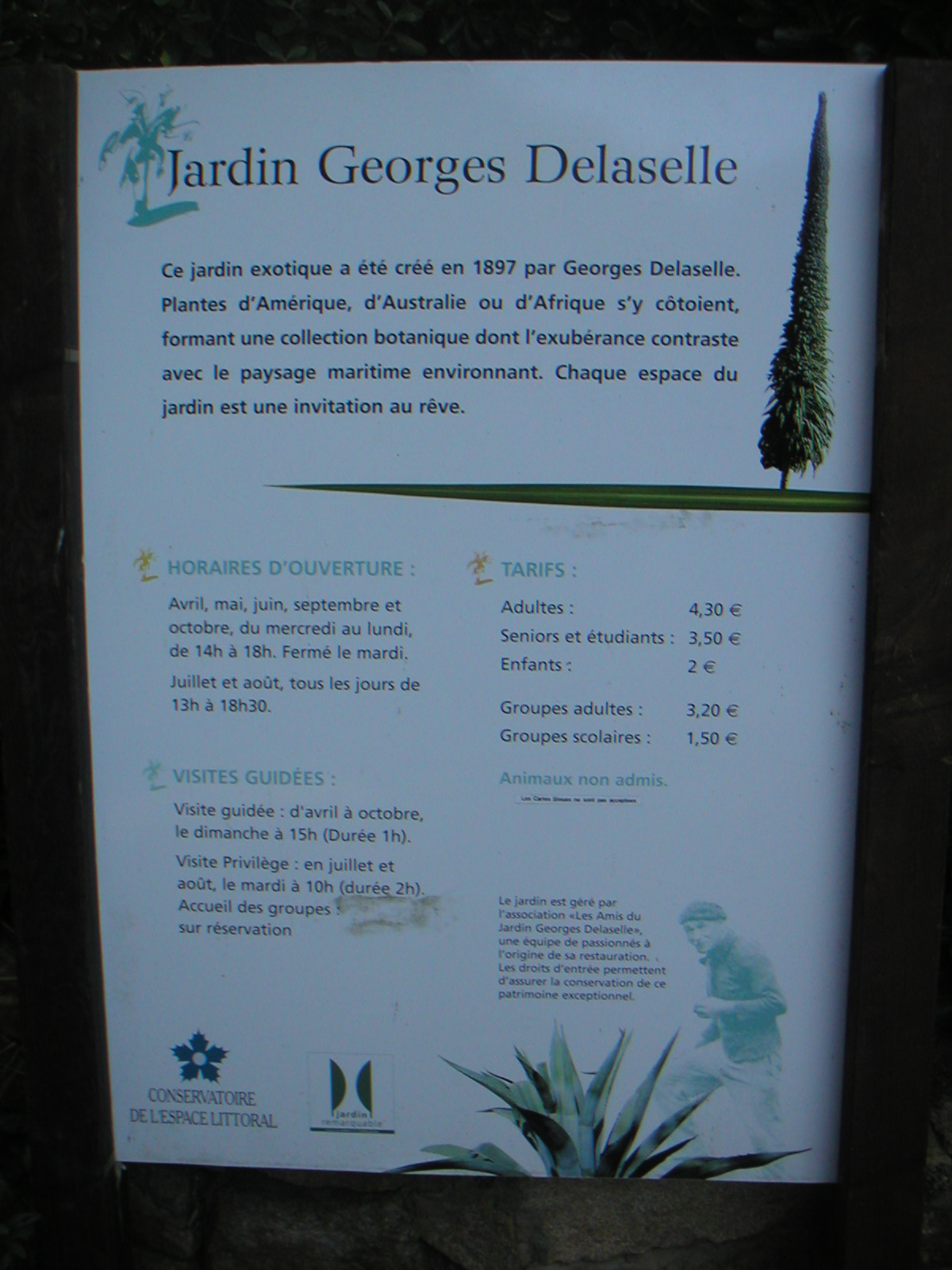
Jardí Georges Delaselle

L'any 1897 Georges Delaselle, afeccionat a la botànica va iniciar la construcció d'un jardí de plantes subtropicals, el va vendre l'any 1937 i encara existeix.

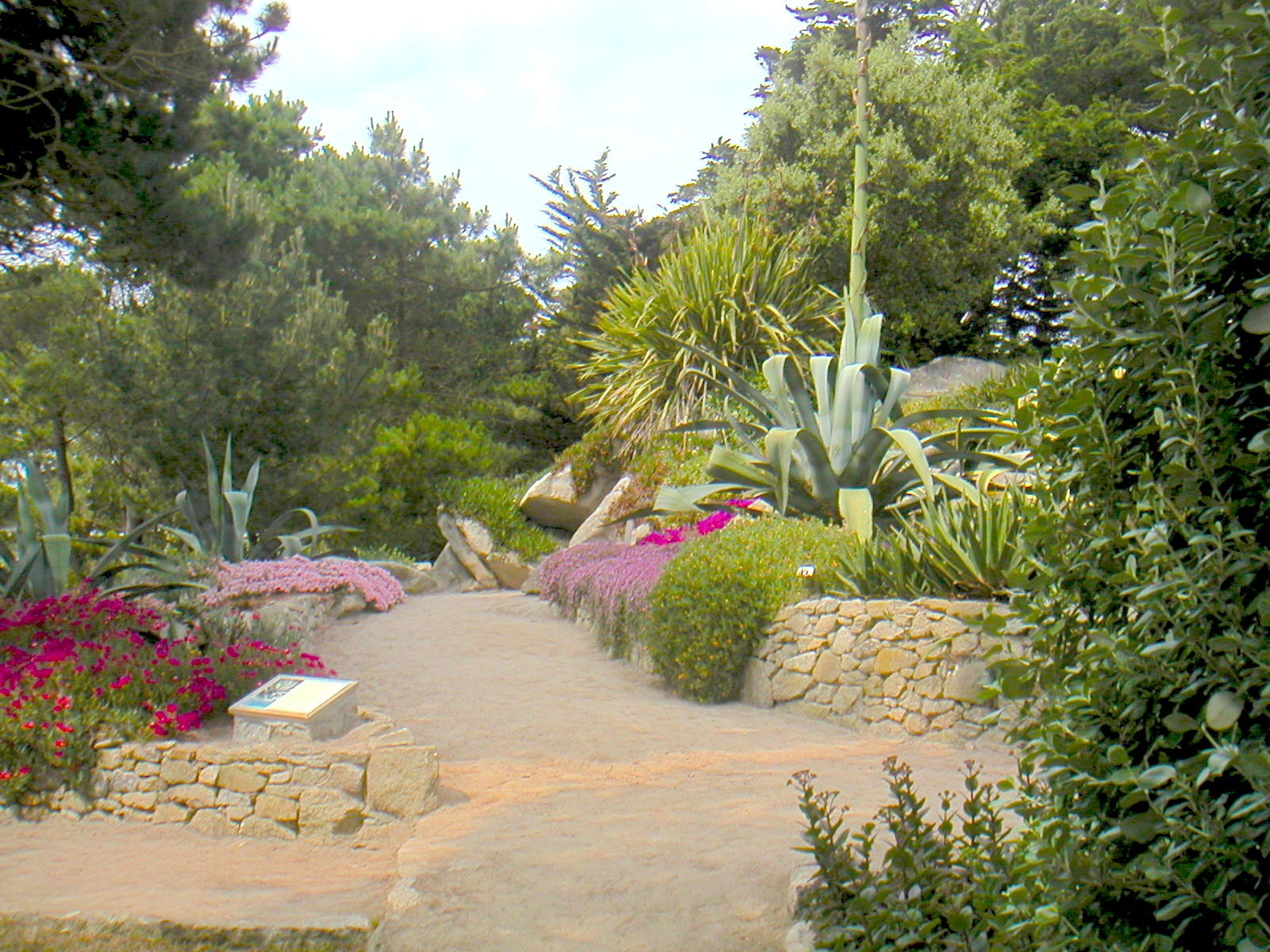
Jardí Georges Delaselle